# Johannes Meckbach
Johannes Meckbach (auch Johann Meckbach oder Johannes Megobachus; * Februar 1495 in Spangenberg; † 27. Juli 1555 in Kassel) war ein deutscher Mediziner.

## Leben
Seine Eltern waren Jakob Meckbach, der 1512 als Schöffe und 1517 als Bürgermeister in Spangenberg bekundet ist, und dessen erste Ehefrau Eyle.
Meckbach besuchte über acht Jahre die Schule in Meißen und bezog zum Sommersemester 1514 die Universität Leipzig. 1516 wechselte er an die Universität Erfurt, an der er insbesondere Medizin und griechische Sprache studierte. Dort wurde er 1519 zum Bakkalaureus graduiert und 1521 zum Magister. Als solcher eröffnete er in Erfurt eine Burse, der er als Rektor vorstand. 1522 wurde er zum Leibarzt des Landgrafen Philipp von Hessen und dessen Hofrat ernannt. 1526 wurde er vom Landgrafen zum Kanoniker des Martinstifts ernannt, obwohl er in Erfurt wohnen blieb. 1527 stieg er dort zum Dechant auf. 1529 erhielt er das Lehen der Schlosskapelle in Kassel, die es ihm ermöglichte, 1530 zum weiteren Studium an die Universität Padua zu gehen. Dort wurde er zum Doctor artium et utriusque medicinae promoviert. 1533 kehrte er nach weiterem Studium in Frankreich wieder zurück.
Meckbach wurde im Wintersemester 1534 zum Professor an die Medizinische Fakultät der jungen Universität Marburg berufen. Im ersten Halbjahr 1535 amtierte er als Rektor der Universität. Da er zugleich vom Landgrafen beansprucht wurde, so war er im Frühjahr 1535 in Wien und Prag, konnte er die Geschäfte der Universitätsleitung nur bedingt führen und gab das Rektorat nach einem halben Jahr wieder auf. Kurz darauf gab er auch seine Professur auf. 1535 wurde er in Kassel residierender Leibmedicus des Landgrafen. Diesen begleitete er auf weiteren Missionen.